# Annick Level
Annick Level (Tarbes, 5 dicembre 1942) è un'ex schermitrice francese, vincitrice di due medaglie di bronzo ai campionati mondiali di scherma.